# 일반 상대성 이론 우선권 논쟁
알베르트 아인슈타인이 발표한 특수 상대성 이론과 일반 상대성 이론 논문에는 이전 문헌에 대한 공식적 언급이 포함되지 않았거나 그의 이론의 기초가 된 근본적인 결과에 대해 소수의 전임자들만 언급되었다. 푸앵카레와 헨드릭 로런츠는 아인슈타인의 기여 이전과 이후에 특수 상대성 이론 발전 과정에 직접적인 기여를 했으며, 마르셀 그로스만과 다비트 힐베르트는 아인슈타인이 일반상대론 연구를 시작한 이후 일반 상대론의 발전 과정에 직접적으로 참여해서 논문을 발표 했으며, 에른스트 마흐의 저작은 일반 상대론에 중요한 영향을 미쳤다. 일반 상대성 이론은 미분기하학으로 서술되는데, 카를 프리드리히 가우스, 베른하르트 리만은 미분 기하학의 주요 창시자들이다. 그 후, 아인슈타인 이전의 다른 사람들에 의해 전체적으로 또는 부분적으로 공식화되었다고 주장하면서 두 이론에 대한 주장이 제기되었다. 문제는 아인슈타인과 다양한 다른 개인들이 우선권 고려 사항을 기반으로 이러한 이론의 공식화에 대해 어느 정도 공로를 인정받아야 하는지이다.
일반 상대성 이론에서는 알베르트 아인슈타인, 마르셀 그로스만, 다비트 힐베르트에게 어느 정도의 공을 돌려야 하는지에 대한 논란이 있다. 가우스, 리만, 윌리엄 킹던 클리퍼드, 리치-쿠르바스트로, 군나르 노르드스트룀 및 레비-치비타와 같은 다른 많은 사람들은 중력 이론의 기초가 되는 수학 분야의 발전과 일반 상대성 이론에 깔린 기하학적 아이디어 발전에 기여했다. 또한 폴 거버(Paul Gerber)와 같은 다른 이들에 대하여 공로를 인정하여야 한다는 논쟁도 존재한다.
에드문드 휘태커 경은 그의 1954년 저서에서 다비트 힐베르트가 아인슈타인의 이론 발견과 "거의 동시에" 우아한 변분 원리로부터 일반 상대성 이론을 도출했다고 언급했고, 힐베르트의 이론 도출은 아인슈타인보다 5일 앞섰다고 썼다.

## 확실한 사실들
다음과 같은 사실이 잘 확립되어 있으며 참조가 가능하다.
- 미분기하학 개념인 준-리만 계량을 사용하여 중력을 설명하는 제안은 1913년에 출판된 소위 "Entwurf"(초안) 이론에서 아인슈타인과 그로스만에 의해 처음 만들어졌다.[1] 그로스만은 수축된 리만 텐서를 아인슈타인이 제기한 문제를 해결하는 열쇠로 확인했다. 이 중력 이론에 대한 유효한 장 방정식을 찾으려는 아인슈타인의 여러 시도가 이어졌다.
- 다비트 힐베르트는 아인슈타인을 괴팅겐 대학에 일주일 동안 초대하여 1915년 6-7월에 일반 상대성 이론에 대한 2시간 짜리 강의 여섯 번을 열었다. 아인슈타인은 이 방문 동안 힐베르트의 집에 머물렀다. 힐베르트는 중력과 전자기학을 결합하는 이론을 연구하기 시작했고, 아인슈타인과 힐베르트는 1915년 11월까지 편지를 주고 받았다. 아인슈타인은 11월 4일, 11일, 18일, 25일 베를린에서 [Ein15a], [Ein15b], [Ein15c], [Ein15d]로 출판된 그의 이론에 대한 4개의 강의를 했다.
- 11월 4일: 아인슈타인은 공변하지 않는 장 방정식을 발표했고 11월 11일에 "Entwurf" 논문의 장 방정식으로 돌아와서 에너지-모멘텀 텐서의 대각합이 전자기학에서와 같이 0이라는 가정을 통해 장 방정식이 공변하도록 만들었다.
- 아인슈타인은 힐베르트에게 11월 4일과 11일에 자신의 논문에 대한 증명을 보냈다. (자우어 99, 주석 63, 66)
- 11월 15일: 괴팅겐 아카데미에서 열리는 11월 20일 회의 초대장이 발행되었다. "Hilbert legt vor in die Nachrichten: Grundgleichungen der Physik". (자우어 99, 각주 73)
- 11월 16일: 힐베르트는 Göttingen Mathematical Society에서 강연 "Grundgleichungen der Physik"(자우어 99, note 68)을 하였다. 이 강연은 출판되지 않았다.
- 11월 16일 또는 17일: 힐베르트는 아인슈타인에게 11월 16일의 연설에 대한 몇 가지 정보를 보냈다(이 편지는 분실되었다).
- 11월 18일: 아인슈타인은 힐베르트의 편지(11월 19일 힐베르트에게 수신됨)에 대해 자신(아인슈타인)이 알 수 있는 한 힐베르트의 체계는 그(아인슈타인)가 지난 몇 주 동안 발견한 체계와 동등하다고 말했다. (자우어 99, 각주 72). 아인슈타인은 또한 이 편지에서 힐베르트에게 자신(아인슈타인)이 "3년 전에 {\displaystyle g^{\mu \nu }}에 대해 일반적으로 공변 방정식이 가능한 유일한 것을 고려했다"고 말했다. "이것은 리만 텐서의 도움을 받으면 쉽다. 대신 어려웠던 것은 이러한 방정식이 일반화, 즉 뉴턴 법칙의 단순하고 자연스러운 일반화를 형성한다는 것을 인식하는 것이었다."(A. 아인슈타인에서 D. 힐베르트, 11월 18일, 아인슈타인 Archives Call No. 13-093). 아인슈타인은 또한 그 편지에서 힐베르트에게 자신(아인슈타인)이 전자기학에서 그랬던 것처럼 에너지 모멘텀 텐서의 흔적이 사라진다는 가정에 기초한 공변 장 방정식을 사용하여 수성에 대한 정확한 근일점 이동을 계산했다고 말했다.
- 11월 18일: 아인슈타인은 프로이센 아카데미에 근일점 이동의 계산을 발표했다.
- 11월 20일: 힐베르트가 괴팅겐 아카데미에서 강의했다. 그의 논문의 증명은 힐베르트가 물리학의 기본 방정식으로 공변하지 않는 방정식 계를 제안했음을 보여준다. 따라서 그는 "물리학의 기본 방정식의 결정론적 특성을 유지하기 위해 [...] 4개의 추가 비공변 방정식... [은] 피할 수 없다."라고 썼다. (증명, 페이지 3 및 4.  코리 et al. 인용). 그런 다음 힐베르트는 이러한 4개의 추가 방정식을 도출하고 "이 4개의 미분 방정식[...]은 중력 방정식을 보완[...]하여 14개의 퍼텐셜 {\displaystyle g^{\mu \nu }}, {\displaystyle q_{s}}에 대한 14개의 방정식 계-물리학의 기본 방정식 계-를 산출한다." (증명, 7페이지, 코리 et al. ). 11월 20일에 발행된 힐베르트의 논문은 올바른 장 방정식을 제시했다.[B 2]
- 11월 25일: 마지막 강의에서 아인슈타인은 올바른 장 방정식을 제출했다. 출판된 논문(아인슈타인 1915d)은 12월 2일에 게재되었으며 힐베르트를 언급하지 않았다.
- 힐베르트의 논문이 등장하는 데는 훨씬 더 오랜 시간이 걸렸다. 그는 1915년 12월 인쇄소에서 "12월 6일"이라고 표시된 갤리 교정쇄를 가지고 있었다. 교정쇄의 대부분은 보존되었지만 페이지의 약 1/4이 누락되었다.  증명의 현존하는 부분은 힐베르트 작용을 포함하는데, 여기서 장 방정식은 변분 도함수를 취하고 힐베르트 논문의 정리 III에서 파생된 축약된 비양키 항등식을 사용하여 얻을 수 있지만 현존하는 증명에서는 수행되지 않았다.
- 힐베르트는 출판을 위해(1916년 3월) 자신의 논문을 다시 작성하여 에너지 정리의 처리를 변경하고 공변량 이론을 생성하기 위해 좌표에 대한 공변하지 않는 게이지 조건을 삭제하고 중력 퍼텐셜 {\displaystyle g_{\mu \nu }}을 중력 이론 속으로 도입한 아인슈타인에게 새로운 공로를 추가했다. 최종 논문에서 그는 자신의 미분 방정식이 "아인슈타인이 그의 후기 논문에서 확립한 장엄한 일반 상대성 이론"과 일치하는 것 같다고 말했다.[2]
- 11월 25일 창거(Zangger)에게 보낸 편지에서 아인슈타인은 힐베르트(그의 이름을 언급하지 않고)가 자신의 이론을 '자기것으로 하려' 한다고 비난했다. 12월 4일 힐베르트는 아인슈타인을 괴팅겐 수학 협회의 회원으로 지명했다. 12월 20일 힐베르트에게 보낸 편지에서 아인슈타인은 분쟁을 해결할 것을 제안했다.
- 1916년 논문은 1924년 [Hil24]에서 재작성되어 다시 발행되었는데, 여기서 힐베르트는 다음과 같이 썼다. "아인슈타인은 [...] 그의 가장 최근 출판물에서 내 이론의 방정식으로 바로 돌아간다."[3]

## 논쟁의 여지가 있는 주장
다음 사항은 불분명하거나 알려지지 않았거나 논쟁의 여지가 있는 것 같다.
- 1997년 이전에는 "일반적으로 받아들여지는 견해는 다비트 힐베르트가 1915년 11월 25일 아인슈타인이 이 이론에 대한 결정적인 논문을 제출하기 최소 5일 전에 일반 상대성 이론을 완성했다는 것이었다. 제출 날짜가 1915년 11월 20일이지만 1916년 3월 31일에야 발표된 힐베르트의 논문은 아인슈타인의 논문에 있는 것과 본질적으로 동등한 장 방정식을 포함하는 일반적으로 공변하는 중력 이론을 제시한다"(코리, 렌및 스타첼, 1997). 1915년 12월 6일자 힐베르트의 11월 20일자 논문에 대한 프린터 증명이 발견된 이후 최종 출판된 논문과 많은 차이점을 보여주면서 이 '일반적으로 받아들여지는 견해'는 도전을 받아 왔다.[4]
- 아인슈타인이 힐베르트로부터 일반 상대성 이론에 대한 올바른 수학 공식을 얻었는지 아니면 독립적으로 공식화했는지의 여부. 쟁점의 핵심은 아래와 같다:
  - 힐베르트가 11월 16일에 아인슈타인에게 보낸 편지/엽서의 내용은 알려져 있지 않다. 그러나 아인슈타인의 답장으로부터 분명한 것은 이것이 힐베르트의 작업에 대한 설명이라는 점은 분명하다.
  - 힐베르트의 인쇄 교정지 중 누락된 부분에 무엇이 있었는지는 알려져 있지 않다. 누락된 부분은 장 방정식을 명시적 형식으로 포함할 만큼 충분히 크다. 누락된 부분의 내용에 대해서는 여러 추측이 있다.
  - 위의 내용에 기초하여, 힐베르트가 12월 6일(프린터의 교정 날짜) 이전에 명시적 형식으로 장 방정식을 공식화했는지 여부는 알려져 있지 않다.
  - 힐베르트가 중력 포텐셜  {\displaystyle g^{}} 를 지정하기 위해 4개의 비공변 방정식을 도입했다는 것은 증명에서 알 수 있다. 이 접근 방식은 그의 수정된 논문에서 제외되었다.
- 힐베르트가 장 방정식에 대한 우선권을 주장하려고 시도했는지 여부 - 그가 일반 상대성 이론을 아인슈타인의 이론으로 간주한 것이 분명해 보인다.
- 힐베르트가 아인슈타인의 연구에 대해 "내 이론의 방정식"이라는 용어를 사용하면서 그가 언급하고 있다고 생각하였던 것. 힐베르트는 카를 슈바르츠실트에게 보낸 편지에서 비슷한 말을 했다.[B 3]

이 밖에 "누가 공로를 인정받아야 하는가"에 대한 질문과 관련된 많은 의견이 있지만, 여기에서는 열거하지 않는다.

## 힐베르트는 일반 상대성 이론의 일부에 우선권을 가진다고 주장했나?
킵 손은 힐베르트의 1924년 논문에 기초한 발언에서, 힐베르트가 일반 상대성 이론을 아인슈타인의 것으로 보았다고 결론지었다. "아주 자연스럽게, 그리고 사물에 대한 힐베르트의 관점에 따라 결과적으로 구부러짐의 법칙이 힐베르트의 이름을 따서 명명되기보다 신속하게 아인슈타인 장 방정식이라는 이름이 주어졌다. 힐베르트는 아인슈타인과 독립적으로 그리고 거의 동시에 발견을 위한 마지막 몇 가지 수학적 단계를 수행했지만 본질적으로 아인슈타인은 이러한 단계 이전의 모든 것에 책임이 있다...". 그러나 킵 손은 또한 "놀랍게도 아인슈타인은 구부러짐의 법칙의 올바른 형태를 발견한 최초의 사람이 아니다[. . . . ] 최초의 발견에 대한 인정은 힐베르트에게 돌아 가야 한다."라고 썼다.
힐베르트가 장 방정식 자체에 대한 우선권을 주장했다는 주장이 제기되었다. 이에 대해 인용된 출처는 다음과 같다.
1915년 11월 20일자 힐베르트의 논문(1915년 11월 20일자)에는 "Die so zu Stande kommenden Differentialgleichungen der Gravitation sind, wie mir scheint, mit der von Einstein in seinen späteren Abhandlungen aufgestellten großzügigen Theorie der allgemeinen Relativität in gutem Eink"라는 텍스트가 포함되어 있다. 번역하면, "이런 방식으로 도달한 중력의 미분 방정식은 일반 상대성 이론에 대한 포괄적인 이론을 제시한 아인슈타인의 후기 논문과 잘 일치한다고 생각한다." 힐베르트는 여기에서 아인슈타인의 "후기 논문"을 언급하는데, 이는 분명히 1913년의 Entwurf 이론 및 아인슈타인이 일반 상대성 방정식을 최종 형태로 발표한 1915년 11월 말 이전의 예비 논문과 구별하기 위함이다.
뷘시(Wuensch)는 힐베르트가 1916년 2월 6일 슈바르츠실트에게 보낸 편지에서 중력 장 방정식을 "meine Theorie"(나의 이론)로 언급했다고 지적한다. 그러나 힐베르트가 자신의 "이론", 아인슈타인이 순진하고 지나치게 야심적이라고 비판한 가한 이론을 가지고 있다는 점에 대하여 아무도 이의를 제기하지 않았기 때문에 이것은 문제가 되지 않는다. 힐베르트의 이론은 아인슈타인의 일반적 공변 원리와 결합된 미에(Mie)의 연구를 기반으로 하지만 중력뿐만 아니라 물질과 전자기학에도 적용되었다.
메라 및 비에르크니스(Bjerknes)는 힐베르트의 1924년 버전 글에 "... und andererseits auch Einstein, obwohl wiederholt von abweichenden und unter sich verschiedenen Ansätzen ausgehend, kehrt schließlich in seinen letzten Publikationen geradenwegs zu den Gleichungen meiner Theorie zurück"-"아인슈타인은 [...] 그의 마지막 출판물에서 궁극적으로 내 이론의 방정식에 직접적으로 돌아간다." 라는 문장이 포함되어 있다고 지적한다. 물론 이러한 진술은 문제가 되는 문제와 특별한 관련이 없다. 힐베르트가 "그의" 이론을 가지고 있었다는 것, 즉 미에의 이론을 따라 중력을 물질 및 전자기 이론과 결합하려는 아주 야심찬 시도였으며, 중력에 대한 그의 방정식이 아인슈타인 11월 25일 논문(힐베르트는 아인슈타인의 이전 이론과 구별하기 위해 아인슈타인의 후기 논문이라고 함)에서 시작하여 제시한 것과 일치한다는 것에 대해 아무도 이의를 제기하지 않는다. 이 중 어느 것도 아인슈타인 장 방정식(이론적으로는 중요하지만 아인슈타인이 제안한 모든 경험적 테스트가 파생된 진공 방정식에 영향을 미치지 않는 방정식의 특징)에서 대각합 항의 정확한 기원과 관련이 없다.
자우어(Sauer)는 "아인슈타인의 발견의 독립성은 결코 아인슈타인과 힐베르트 사이의 논쟁거리가 아니었다. . . 힐베르트는 리만 스칼라를 작용 원리에 도입하고 그것으로부터 장 방정식을 유도한 것에 대해 우선권을 주장했다. 아인슈타인은 힐베르트(및 로렌츠)가 일반 상대성 이론을 변분 원리에서 유도함으로써 특히 명료한 형태를 부여하는 데 성공했다고 공개적으로 인정했다."라고 썼다. 자우어는 또한 다음과 같이 말했다. 이 편지에서 다시 '특히 해밀턴 적분에서 리만 곡률[스칼라]의 사용'('insbesondere die Verwendung der Riemannschen Krümmung unter dem Hamiltonschen Integral')이 그의 원래 기여 중 하나로 주장되었다. SUB Cod. Ms. Hilbert 457/17."
아인슈타인은 1915년 12월 20일 힐베르트에게 "우리 사이에 나쁜 감정"이 있다고 썼고, 이 나쁜 감정은 그의(아인슈타인) 이론에 대한 힐베르트의 "도입"에 대한 아인슈타인의 괴로움의 결과라고 의심되었다. 다른 사람들은 힐베르트가 아인슈타인이 그의 편지에서 어떤 이점이나 힌트를 얻었고 그것들이 그가 장 방정식의 대각합 항에 도달하는 데 도움이 되었다고 느꼈을 수 있으며, 만약 그렇다면 아인슈타인이 그의 논문에서 이것을 인정했어야 했다고 제안했다. 그러나 이것은 다른 사람들(아마도 힐베르트)이 자신의 이론을 "내것으로 만들려고" 시도했다고 믿었다는 아인슈타인의 언급을 제외하고는 완전한 추측이다.
지금까지 이러한 진술이 장 방정식을 먼저 발표했다는 힐베르트의 명확한 주장을 형성한다는 합의는 없는 것 같다.

## 아인슈타인은 장 방정식을 독립적으로 얻었나?
오랫동안 아인슈타인과 힐베르트가 독립적으로 중력장 방정식을 발견했다고 믿어졌다. 힐베르트의 논문은 아인슈타인의 논문보다 다소 일찍 제출되었지만 아인슈타인의 장 방정식 논문이 출판된 후인 1916년에야 등장하였다. 이 때문에 어느 쪽도 표절을 의심할 타당한 이유가 없었다. 1978년에, 1915년 11월 18일 아인슈타인이 힐베르트에게 보낸 편지가 등장했는데, 여기에서는 아인슈타인이 힐베르트에게 힐베르트의 작업에 대한 설명을 보내준 것에 대해 감사를 표했다. 이것은 그해 11월 힐베르트와 아인슈타인 사이의 서신을 잘 알고 있었고 아인슈타인 전기에서 알브레히트 푈싱이 표현한 견해를 계속 유지했던 대부분의 학자들에게 예상치 못한 일이 아니었다.
11월에 아인슈타인은 자신의 중력 이론에 완전히 몰두했을 때 본질적으로 힐베르트와만 서신을 주고받았고 힐베르트에게 자신의 출판물을 보냈고 11월 18일에는 그의 논문 초안을 작성해 준 것에 대해 그에게 감사를 표했다. 아인슈타인은 이 편지를 쓰기 직전에 그 논문을 받았을 것이다. 아인슈타인이 힐베르트의 논문을 꿰뚫어보면서 자신의 방정식에서 아직 부족한 항을 발견할 수 있었을까? 즉, 힐베르트의 것을 '자기 것으로' 할 수 있었을까? 
바로 다음 문장에서 수사학적 질문을 던진 후 푈싱은 "이건 정말 있을 법하지 않은 일이다..."라고 대답한 다음 그 이유를 자세히 설명한다.
[아인슈타인의] 방정식의 궁극적인 유도는 모든 수학에도 불구하고 항상 물리적 원리가 우세한 그의 초기 주장의 논리적 발전이었다. 따라서 그의 접근 방식은 힐베르트의 접근 방식과 상당히 달랐으며, 따라서 아인슈타인의 업적은 확실히 진정성 있는 것으로 볼 수 있다.
1997년 《사이언스》 논문에서  코리, 렌 및 스타첼은 위의 구절을 인용하고 "the arguments by which Einstein is exculpated are rather weak, turning on his slowness in fully grasping Hilbert's mathematics"고 언급했다. 그들은 주로 최근에 발견된 힐베르트 논문의 사전 인쇄본을 기반으로 힐베르트와 아인슈타인의 연구 사이의 관계에 대한 더 결정적인 증거를 찾려고 시도했다. 이 논문을 둘러싼 논란에 대한 논의는 다음과 같다.
아인슈타인의 논문이 힐베르트로부터 얻은 정보에 동기 부여 받았다고 주장하는 사람들은 다음 출처를 참조했다.
- 위에서 언급한 힐베르트와 아인슈타인의 서신. 더 최근에는 아인슈타인이 자신의 이론에 대한 힐베르트의 11월 16일 연설에 대한 메모도 받았다는 사실이 알려졌다.[B 3]
- 수성의 근일점 운동에 관한 아인슈타인의 11월 18일 논문은 여전히 11월 4일과 11일의 불완전한 장 방정식을 참조한다. (근일점 운동은 진공 방정식에만 의존하며, 장 방정식을 완성하기 위해 추가된 추적 항의 영향을 받지 않는다. ) 방정식의 최종 형태에 대한 언급은 논문에 추가된 각주에만 나타나며, 이는 아인슈타인이 11월 18일에 방정식의 최종 형태를 알지 못했음을 나타낸다. 이것은 논란의 여지가 없으며, 아인슈타인이 11월 25일까지 (추적 항을 포함하는) 장 방정식을 완료하지 않았다는 잘 알려진 사실과 일치한다.
- 힐베르트, 아인슈타인 및 기타 학자들의 편지는 보존되지 않은 힐베르트의 아인슈타인에게 보낸 편지 또는 11월 16일 괴팅겐에서 열린 힐베르트의 강의 내용을 추측하는 데 사용될 수 있다.

아인슈타인의 작업이 힐베르트의 작업보다 우선한다고 주장하거나 두 저자가 독립적으로 작업했다고 주장하는 사람들은 다음과 같은 주장을 사용했다.
- 힐베르트는 1915년 12월에 자신의 논문을 수정했으며 아인슈타인에게 보낸 11월 18일 버전에는 장 방정식의 최종 형식이 포함되지 않았다. 교정 인쇄본의 현존하는 부분에는 명시적인 장 방정식이 없다. 이것은 코리, 렌, 스타첼 및 자우어가 옹호하는 관점이다.
- 자우어(1999)와 토도로프(2005)는 힐베르트의 증명이 힐베르트가 원래 수정된 논문에서 제외된 비공변 이론을 제시했음을 보여준다는 코리, 렌및 스타첼의 의견에 동의한다. 코리 et al. 증명에서 인용한다: "우리의 수학적 정리는 ... 14개의 퍼텐셜들에 대해 10개의 본질적으로 독립적인 방정식만 제공할 수 있기 때문에 [...] 더 나아가 일반적 공변성을 유지하는 것은 10개 이상의 필수적인 독립 방정식들을 상당히 불가능하게 만든다 [...]., 물리학 기본 방정식의 결정론적 특성을 유지하기 위해 [...] 4개의 추가적 비공변 방정식... [은] 피할 수 없다." (증명, 3, 4페이지. 코리 et al. ) 힐베르트는 이러한 4개의 추가 방정식을 도출하고 "이 4개의 미분 방정식 [...]은 중력 방정식을 보완하여 [...] 14개의 퍼텐셜들 {\displaystyle g^{\mu \nu }}, {\displaystyle q_{s}}에 대한 14개의 방정식 계를 생성한다: 물리학의 기본 방정식 계". (증명, 7페이지. 코리 et al. ). 힐베르트의 첫 번째 이론(11월 16일 강의, 11월 20일 강의, 12월 6일 증명)의 제목은 "물리학의 기본 방정식"이었다. 리치 텐서를 기반으로 하지만 이러한 방식으로 제한되는 비공변 기본 방정식을 제안할 때 힐베르트는 아인슈타인과 그로스만이 1913년 Entwurf 논문에서 도입한 인과 관계 요구 사항을 따르고 있었다.[B 6]
- 아인슈타인이 독립적으로 장 방정식에 도달한 방식을 재구성하려고 시도할 수 있다. 예를 들어 이것은 아래에 인용된 로구노프, 메스트비리시빌리(Mestvirishvili) 및 페트로프의 논문[B 10]에서 수행된다. 렌과 자우어는 1912년에 아인슈타인이 사용한 공책을 조사하고 그가 그 당시 정확한 이론에 근접했다고 주장한다.[B 11]

## 학자들
이 절에서는 사람들이 위에서 설명한 문제에 대한 견해를 표명한 주목할만한 글들을 인용한다.

### 힐베르트-아인슈타인 상호 작용에 관한 푈싱의 글(1993)
푈싱의 1993년(1998년 영어 번역) 아인슈타인 전기에서 "힐베르트는 다른 모든 동료와 마찬가지로 아인슈타인을 상대성 이론의 유일한 창시자로 인정했다."라고 썼다.

### 코리/렌/스타첼과 프리드워드 빈터버그(1997/2003)
1997년에 코리, 렌 및 스타첼은 《사이언스》에 "힐버트-아인슈타인 우선권 분쟁에서 뒤늦은 결정" 보관됨 2023-04-07 - 웨이백 머신이라는 제목의 3페이지 분량의 논문을 발표하여 힐베르트가 아인슈타인의 방정식을 예상하지 못했다고 결론지었다.
네바다 대학교 리노의 물리학 교수인 프리드워드 빈터베르크는 이러한 결론에 대해 이의를 제기했다. 그는 계속해서 논문의 제거된 부분에 아인슈타인이 나중에 발표한 방정식이 포함되어 있다고 주장하며 "증거의 잘린 부분은 누군가가 역사적 기록을 위조하려는 조잡한 시도를 암시한다"고 썼다. 《Science》는 이것을 출판하기를 거부했는데, 이 것은 개정된 형식으로 《Zeitschrift für Naturforschung》에 2003년 6월 5일자로 출판되었다. 빈터베르크는 코리, 렌 및 스타첼이 힐베르트의 증명 중 일부가 잘린 사실을 생략했다고 비판했다. 빈터베르크는 올바른 장 방정식이 다양한 등가 형식의 기존 증명 페이지에 여전히 존재한다고 썼다. 이 논문에서 빈터베르크는 아인슈타인이 올바른 장 방정식을 찾는 데 도움을 주기 위해 힐베르트와 클라인의 "도움을 구했다"고 주장하면서 푈싱(1997)과 자우어(1999)의 연구를 언급하지 않았는데, 이들 연구에 의하면 힐베르트는 아인슈타인을 1915년 6월에 일반상대론에 대한 1주간의 강의를 하도록 괴팅겐에 초대를 하였으므로, 하지만 이것이 반드시 빈터베르크와 모순되는 것은 아니다. 당시 힐베르트는 해결해야 할 물리학 문제를 찾고 있었다.
빈터베르크의 글에 대한 짧은 답변은  보관됨 2006-08-06 - 웨이백 머신에서 찾을 수 있고, 원본인 긴 답장은 Internet Archive (  를 통해 볼 수 있다. 이 답변에서 빈터베르크의 가설은 "편집증적"이고 "사변적"이라고 하고 있다. Cory et al.은 다음과 같은 대안적 추측, 즉 "it is possible that Hilbert himself cropped off the top of p. 7 to include it with the three sheets he sent Klein, in order that they not end in mid-sentence."으로 제안한다.
2006년 9월부터 의 막스 플랑크 연구소는 막스 플랑크 협회가 "이 웹사이트에 게시된 [...]  프리드워드 빈터베르크 교수와 연관된 글"과 거리를 두고 있으며 "막스 플랑크 학회는 [이] 과학적 논쟁에서 입장을 취하지 않을 것이다"라고 말했다.
이반 토도로프는 ArXiv에 게시된 논문에서  논쟁에 대해 다음과 같이 말한다.
아인슈타인의 "횡령" 비난을 지지하려는 그들의 [CRS's] 시도는 너무 지나치다. 힐베르트가 자신의 저작 "Die Grundlagen der Physik"(물리학 기초)로 도달하는 경로에 대한 철저한 연구에 의해 차분하고 비대립적인 반응이 곧 제공되었다(상대적으로 공정한 조사(Viz 01) 참조).
토도로프가 차분하고 비대립적이라고 추천한 논문에서 틸만 자우어는 교정쇄가 아인슈타인이 힐베르트를 표절하지 않았다는 것을 결정적으로 보여준다고 결론을 내린다.
아인슈타인이 힐베르트의 노트[1915년 11월 20일]에서 자신의 장 방정식을 향한 마지막 단계에 대한 실마리를 잡았을 가능성은 이제 확실히 배제되었다.
뷘시에서 인용된 막스 보른이 다비트 힐베르트에게 보낸 편지는 일반적 공변에 대한 아인슈타인의 생각이 힐베르트와의 경쟁에 의해 영향을 받았다는 증거로 토도로프가 인용했다.
토도로프는 다음과 같이 말하면서 논문을 마무리한다.
아인슈타인과 힐베르트는 도덕적인 힘과 지혜를 가지고 있었다. 한 달 간의 치열한 경쟁 끝에 결국 모든 사람이 이익을 얻었다. 그들의 성취를 되돌리려는 시도는 다음 세대의 과학자들과 과학사가들에게 부끄러운 일이 될 것이다.

### 일반 상대성 이론에 관한 아나톨리 알렉세이비치 로구노프(2004)
아나톨리 로구노프(소비에트 과학 아카데미의 전 부회장 이자 현재 고에너지 물리학 연구소의 과학 고문)는 푸앵카레의 상대성 이론에 관한 책의 저자이자 메스트비리시빌리 및 페트로프와 공동으로 코리/렌/스타첼 논문의 결론을 거부하는 논문의 저자이다. 그들은 아인슈타인과 힐베르트가 독립적으로 올바른 장 방정식에 도달했다고 주장하면서 아인슈타인과 힐베르트의 논문을 모두 논의한다. 구체적으로 그들은 다음과 같이 결론을 내린다.
가는 길은 달랐지만 결과는 똑같았다. 아무도 다른 사람을 "횡령"하지 않았다. 따라서 [코리, 렌및 스타첼]이 쓴 "아인슈타인-힐베르트 우선권 분쟁의 뒤늦은 결정"은 받아들일 수 없다. 더욱이 아인슈타인-힐베르트 논쟁은 결코 일어나지 않았다.
모든 것이 절대적으로 명확하다. 두 저자는 중력장 방정식의 제목에서 이름을 불멸화하기 위해 모든 것을 만들었다. 그러나 일반 상대성 이론은 아인슈타인의 이론이다.

### 뷘시와 좀머(2005)
과학사학자이자 힐베르트와 칼루차에 대한 전문가인 다니엘라 뷘시는 2005년에 출간된 책에서 코리/렌/스타첼 논문에 대한 비에르크니스, 빈터베르크 및 로구노프의 비판에 응답했는데, 여기서 그녀는 힐베르트의 프린터 교정에서 절단된 것은 최근에 만들어졌다는 견해를 옹호하였다. 또한 그녀는 힐베르트의 논문과 강의에 대한 지식을 바탕으로 증명의 누락된 부분에 대한 이론을 제시한다.
그녀는 힐베르트의 1915년 11월 16일자 편지에 대한 지식이 아인슈타인의 장 방정식 개발에 결정적이었다는 견해를 옹호한다. 아인슈타인은 오직 힐베르트의 도움에 의하여("nach großer Anstrengung mit Hilfe Hilberts") 올바른 장 방정식에 도달하였지만, 그럼에도 불구하고 아인슈타인의 반응(11월 26일 Zangger에게 보낸 편지에서 힐베르트에 대한 그의 부정적인 언급)은 "이해할 수 있는데"("Einsteins Reaktion ist verständlich") 이는 아인슈타인이 오랫동안 이 문제에 대하여 연구하고 있었기 때문이다.
발행인인 칼루스 좀머에 따르면 뷘시는 다음과 같이 결론을 내린다.
이 포괄적인 연구는 역사적 해석으로 결론을 맺는다. 그것은 힐베르트를 장 방정식을 처음 발견한 사람으로 보아야만 하는 것이 사실이지만, 일반 상대성 이론은 참으로 아인슈타인의 업적인 반면 힐베르트는 중력과 전자기학을 통합하는 이론을 만들었음을 보여준다.
2006년에 뷘시는 독일 물리학회(Deutsche Physikalische Gesellschaft) 연례 회의에서 장 방정식의 우선 순위 문제에 대한 그녀의 견해에 대해 연설하도록 초대되었다.  보관됨 2006-08-28 - 웨이백 머신
뷘시의 출판사인 클라우스 좀머는 《Physik in unserer Zeit》에 있는 기사에서  아인슈타인이 독립적이 아니라 힐베르트의 11월 16일 편지와 힐베르트의 연설 노트에서 얻은 정보로부터 일부 결과를 얻었다는 뷘시의 견해를 지지했다. 그가 아인슈타인을 표절자라고 부르지는 않았지만, 좀머는 아인슈타인의 회유적인 12월 20일 편지가 힐베르트가 그의 논문의 최종 버전에서 아인슈타인의 행동에 대해 언급할지도 모른다는 두려움에서 동기가 부여되었다고 추측한다. 좀머는 힐베르트로 인한 스캔들이 이전의 어떤 스캔들보다 아인슈타인에게 더 많은 피해를 입힐 수 있었다("Ein Skandal Hilberts hätte ihm mehr geschadet als jeder andere zuvor")고 주장했다.

### 데이비드 로우 (2006)
뷘시와 좀머의 주장은 2006년 《Historia Mathematica》에 출판된 뷘시의 저서에 대한 상세한 리뷰에서 수학사와 자연과학사 연구자인 데이비드 로우에 의해 강하게 반박되었다 로우는 뷘시의 책이 편향적이고 입증되지 않았으며 많은 경우 매우 타당하지 않은 추측만을 제공한다고 주장한다.

## 같이 보기
- 로렌츠 변환의 역사
- 일반 상대성 이론의 역사
- 특수 상대성 이론 우선권 논쟁
- 과학적 우선권 분쟁 목록
- 다중 발견
- 일반 상대성 이론의 지름길

### 내용주
1. ↑  M. Grossmann, Entwurf einer verallgemeinerten Relativitatstheroie und einer Theorie der Gravitation: II. Mathematischer Teil (I. Physikalischer Teil von A. Einstein), B. G Teubner, Leipzig and Berlin 1913, p. 36.
2. ↑  D. Hilbert, Nac. Ges. Wiss. Goettingen 1916, 395, cited in [Cor97].
3. ↑  [Hil24] page 2
4. ↑  F. Winterberg, Z.f. Naturforschung 59a, 715 (2004)
5. ↑  [Hil24] English translation from Bje03a, p. 17;
6. ↑  “Luganov, Anatoly”. 1999. 2007년 10월 22일에 원본 문서에서 보존된 문서. 2015년 4월 12일에 확인함. Alt URL
7. ↑  “Institute of High Energy Physics contact information”. 2015. 2015년 2월 15일에 원본 문서에서 보존된 문서. 2015년 4월 12일에 확인함. Alt URL
8. ↑  Rowe David E (2006). “Review of Daniela Wuensch's Zwei Wirkliche Kerle”. 《Historia Mathematica》 33 (4): 500–508. doi:10.1016/j.hm.2005.05.004.

### 참조주
1. ↑  Whittaker, E. T (1953) A History of the Theories of Aether and Electricity: Vol 2 The Modern Theories 1900-1926. Chapter II: The Relativity Theory of Poincaré and Lorentz, Nelson, London.
2. 1 2 3 4  Kip Thorne (1994): Black Holes and Time Warps: Einstein's Outrageous Legacy, W. W. Norton & Company; Reprint edition (January 1995). ISBN 0-393-31276-3
3. 1 2 3  Daniela Wuensch, "zwei wirkliche Kerle", Neues zur Entdeckung der Gravitationsgleichungen der Allgemeinen Relativitätstheorie durch Einstein und Hilbert. Termessos, 2005, ISBN 3-938016-04-3
4. ↑  Mehra, J. (1974) "Einstein, Hilbert, and the Theory of Gravitation" Reidel, Dordrecht, Netherlands.
5. ↑  Bjerknes, Christopher Jon (2003), 《Anticipations of Einstein in the General Theory of Relativity》, Downers Grove, Illinois: XTX Inc., ISBN 978-0-9719629-6-5 Author's site
6. 1 2 3 4 5  Sauer Tilman (1999). “The relativity of discovery: Hilbert's first note on the foundations of physics”. 《Arch. Hist. Exact Sci.》 53: 529–575.
7. 1 2  Fölsing, Albrecht: Einstein - a biography; Penguin (Non-Classics); New Ed edition (1 June 1998). ISBN 0-14-023719-4.
8. 1 2 3  Leo Corry, Jürgen Renn, John Stachel: "Belated Decision in the Hilbert-Einstein Priority Dispute",  SCIENCE, Vol. 278, 14 November 1997 - article text
9. 1 2  Todorov, Ivan T., Einstein and Hilbert: The Creation of General Relativity, Institut fuer Theoretische Physik Universitaet Goettingen, arXiv:physics/0504179v1, 25 April 2005.
10. ↑  Logunov, A. A (2004): "Henri Poincaré and Relativity Theory" -  Phys. Usp. 47 (2004) 607-621; Usp. Fiz. Nauk 174 (2004) 663-678 - PraXis 2004 arXiv:physics/0405075
11. ↑  Jürgen Renn und Tilman Sauer (1996), "Einsteins Züricher Notizbuch: Die Entdeckung der Feldgleichungen der Gravitation im Jahre 1912", preprint 28 from Max Planck Institute - Web link. Publication date implied from web directory.
12. ↑  Jürgen Renn and John Stachel, Hilbert's Foundation of Physics: From a Theory of Everything to a Constituent of General Relativity - can be downloaded from link 118 in the preprint list at Max Planck Institute for the History of Science.
13. ↑  Friedwart Winterberg: a critique 보관됨 2006-02-09 - 웨이백 머신 of [Cor97] as printed in "Z.f. Naturforschung 59a" 59a 보관됨 2005-12-11 - 웨이백 머신, 715-719 (2004).
14. ↑  Corry, Renn Stachel: Short response 보관됨 2006-08-06 - 웨이백 머신 to [Win02] - note: the original response was later replaced with a shorter one, and on 14 September 2006, this was replaced with a statement stating that the Max Planck Institute distances itself from Corry et al.'s statements about Winterberg. The original two versions are no longer available at this URL or at the Wayback Machine.
15. ↑  A.A. Logunov, M.A.Mestvirishvili, V.A. Petrov (2004): How Were the Hilbert-Einstein Equations Discovered?  Phys. Usp. 47 (2004) 607-621; Usp.Fiz.Nauk 174 (2004) 663-678, arXiv:physics/0405075
16. ↑  Sommer, Klaus: "Wer entdeckte die Allgemeine Relativitätstheorie? Prioritätsstreit zwischen Hilbert und Einstein", Physik in unserer Zeit Volume 36, Issue 5, pp. 230–235. Published Online: 29 August 2005. Available online from Wiley InterScience (expect some problems; paid access to text only)

## 참고 문헌
물리학 논문(주요 출처)
- [Ein05c] : Albert Einstein: Zur Elektrodynamik bewegter Körper, Annalen der Physik 17(1905), 891–921. Received 30 June, published 26 September 1905. Reprinted with comments in [Sta89], pp. 276-306 English translation, with footnotes not present in the 1905 paper, available on the net
- [Ein05d] : Albert Einstein: Ist die Trägheit eines Körpers von seinem Energiegehalt abhängig?, Annalen der Physik 18(1905), 639–641, Reprinted with comments in [Sta89], Document 24 English translation available on the net
- [Ein06] : Albert Einstein: Das Prinzip von der Erhaltung der Schwerpunktsbewegung und die Trägheit der Energie Annalen der Physik 20(1906):627-633, Reprinted with comments in [Sta89], Document 35
- [Ein15a]: Einstein, A. (1915) "Die Feldgleichungun der Gravitation". Sitzungsberichte der Preussischen Akademie der Wissenschaften zu Berlin, 844–847.
- [Ein15b]: Einstein, A. (1915) "Zur allgemeinen Relativatstheorie", Sitzungsberichte der Preussischen Akademie der Wissenschaften zu Berlin, 778-786
- [Ein15c]: Einstein, A. (1915) "Erklarung der Perihelbewegung des Merkur aus der allgemeinen Relatvitatstheorie", Sitzungsberichte der Preussischen Akademie der Wissenschaften zu Berlin, 799-801
- [Ein15d]: Einstein, A. (1915) "Zur allgemeinen Relativatstheorie", Sitzungsberichte der Preussischen Akademie der Wissenschaften zu Berlin, 831-839
- [Ein16]: Einstein, A. (1916) "Die Grundlage der allgemeinen Relativitätstheorie", Annalen der Physik, 49
- [Hil24]: Hilbert, D., Die Grundlagen der Physik - Mathematische Annalen, 92, 1924 - "meiner theorie" quote on page 2 - online at Uni Göttingen[깨진 링크] -  index of journal 보관됨 2007-09-03 - 웨이백 머신
- [Lan05]:Langevin, P. (1905) "Sur l'origine des radiations et l'inertie électromagnétique", Journal de Physique Théorique et Appliquée, 4, pp. 165–183.
- [Lan14]:Langevin, P. (1914) "Le Physicien" in Henri Poincaré Librairie (Felix Alcan 1914) pp. 115–202.
- [Lor99]:Lorentz, H. A. (1899) "Simplified Theory of Electrical and Optical Phenomena in Moving Systems", Proc. Acad. Science Amsterdam, I, 427–43.
- [Lor04]: Lorentz, H. A. (1904) "Electromagnetic Phenomena in a System Moving with Any Velocity Less Than That of Light", Proc. Acad. Science Amsterdam, IV, 669–78.
- [Lor11]:Lorentz, H. A. (1911) Amsterdam Versl. XX, 87
- [Lor14]:Lorentz, Hendrik Antoon (1921), “Deux Mémoires de Henri Poincaré sur la Physique Mathématique” [Two Papers of Henri Poincaré on Mathematical Physics], 《Acta Mathematica》 38 (1): 293–308, doi:10.1007/BF02392073.
- [Pla07]:Planck, M. (1907) Berlin Sitz., 542
- [Pla08]:Planck, M. (1908) Verh. d. Deutsch. Phys. Ges. X, p218, and Phys. ZS, IX, 828
- [Poi89]:Poincaré, H. (1889) Théorie mathématique de la lumière, Carré & C. Naud, Paris. Partly reprinted in [Poi02], Ch. 12.
- [Poi97]:Poincaré, H. (1897) "The Relativity of Space", article in English translation
- [Poi00] : Poincaré, Henri (1900), “La théorie de Lorentz et le principe de réaction”, 《Archives Néerlandaises des Sciences Exactes et Naturelles》 5: 252–278. See also the English translation
- [Poi02] : Poincaré, Henri (1902), 《Science and Hypothesis》, London and Newcastle-on-Cyne (1905): The Walter Scott publishing Co.
- [Poi04] : Poincaré, Henri (1904), “L'état actuel et l'avenir de la physique mathématique”, 《Bulletin des Sciences Mathématiques》 28 (2): 302–324 English translation as The Principles of Mathematical Physics, in "The value of science" (1905a), Ch. 7–9.
- [Poi05] : Poincaré, Henri (1905b), “Sur la dynamique de l'électron” [On the Dynamics of the Electron], 《Comptes Rendus》 140: 1504–1508
- [Poi06] : Poincaré, Henri (1906), “Sur la dynamique de l'électron” [On the Dynamics of the Electron], 《Rendiconti del Circolo Matematico di Palermo》 21: 129–176, Bibcode:1906RCMP...21..129P, doi:10.1007/BF03013466, hdl:2027/uiug.30112063899089
- [Poi08] : Poincaré, Henri (1908), 《Science and Method》, London: Nelson & Sons
- [Poi13] : Poincaré, Henri (1913), 《Last Essays》, New York: Dover Publication (1963)
- [Ein20]: Albert Einstein: "Ether and the Theory of Relativity", An Address delivered on May 5, 1920, in the University of Leyden.
- [Sta89] : John Stachel (Ed.), The collected papers of Albert Einstein, volume 2, Princeton University Press, 1989

## 추가 문헌
- Nándor Balázs (1972) "The acceptability of physical theories: 푸앵카레 versus 아인슈타인", pages 21–34 in General Relativity: Papers in Honour of J.L. Synge, L. O'Raifeartaigh editor, Clarendon Press.
- Ives, H. E. (1952). “Derivation of the Mass-Energy Relationship”. 《J. Opt. Soc. Am.》 42 (8): 540–3. doi:10.1364/josa.42.000540.
- Ives, H. E. (1953). “Note on 'Mass-Energy Relationship'”. 《J. Opt. Soc. Am.》 43 (7): 619. doi:10.1364/josa.43.0618_2.
- Keswani, G. H.; Kilmister, C. W. (1983). “Initimations of relativity. Relativity before Einstein”. 《British Journal for the Philosophy of Science》 34 (4): 343–54. doi:10.1093/bjps/34.4.343. ISSN 0007-0882.
- Macrossan, M. N. (1986). “A Note on Relativity Before Einstein”. 《British Journal for the Philosophy of Science》 37 (2): 232–34. CiteSeerX 10.1.1.679.5898. doi:10.1093/bjps/37.2.232.
- Norton, John D (1993). “General covariance and the foundations of general relativity: eight decades of dispute” (PDF). 《Rep. Prog. Phys.》 56 (7): 791–858. Bibcode:1993RPPh...56..791N. doi:10.1088/0034-4885/56/7/001.